# Diogmites bimaculatus
Diogmites bimaculatus là một loài ruồi trong họ Asilidae. Diogmites bimaculatus được Bromley miêu tả năm 1929. Loài này phân bố ở vùng Tân nhiệt đới.